# Maria Ida Viglino
Maria Ida Viglino (Gignod, 18 d'abril de 1915 - Aosta, 1983) va ser una mestra i política valldostana.
A París, on havia emigrat la seva família i on ella va contactar amb els ambients socialistes, va obtenir la titulació (Brevet d'enseignement primaire supèrieur) per dedicar-se a l'ensenyament primari. El 1939 van tornar a la Vall d'Aosta i es va matricular a la Universitat de Torí per estudiar-hi matemàtiques, però, a causa de la guerra, no va poder concloure aquests estudis fins al 1951.
El 1944 va ser elegida presidenta del Comitè d'Alliberament Nacional (CLN) de la Vall d'Aosta. Aquest Comitè, juntament amb el CLN del Piemont, van debatre i acordar el projecte d'autonomia de la Vall d'Aosta.
El maig de 1945 va formar part de la delegació valldostana que va defensar els punts de la Declaració de Chivasso a Torí i a Milà. Va ser una de les fundadores també d'Unió Valldostana. El 1946 va formar part del primer Consell de la Vall, que constava de vint-i-cinc consellers, essent-ne ella l'única consellera. En ser acusada de participar en la manifestació de suport a l'annexió a França (26 de març de 1946), va deixar el càrrec per a dedicar-se a l'ensenyament. El 1953-1954 fou novament assessora d'instrucció pública, però ho deixà novament i tornà a l'ensenyament. de 1972 a 1983 fou novament assessora regional d'educació.
Va morir el 24 de juny de 1086 i, seguint el seu desig, va ser enterrada en el cementiri del petit poble de Bionaz, des del qual es veu la Becca di Luseney (en francès, Pic de Luseney), en els Alps Penins.